# Olló (testrész)

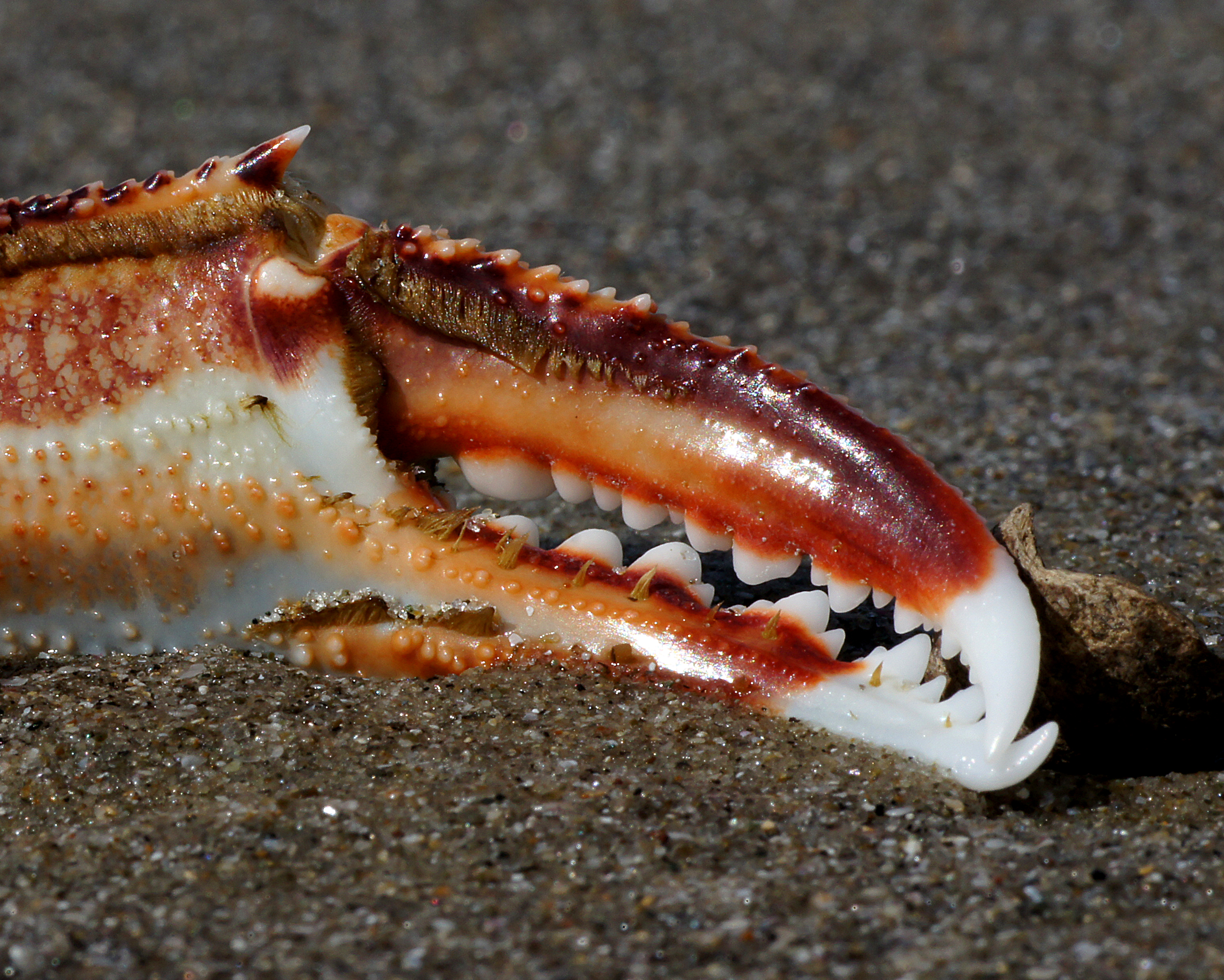
Rákolló

Az olló egyes ízeltlábúak járólábának végén található ollószerű testrész, melyet az állatok különböző célok végrehajtására használják. A rákok közül csak a tízlábú rákoknak vannak ollóik pár faj kivétellel, a skorpióknál pedig minden fajnak van.

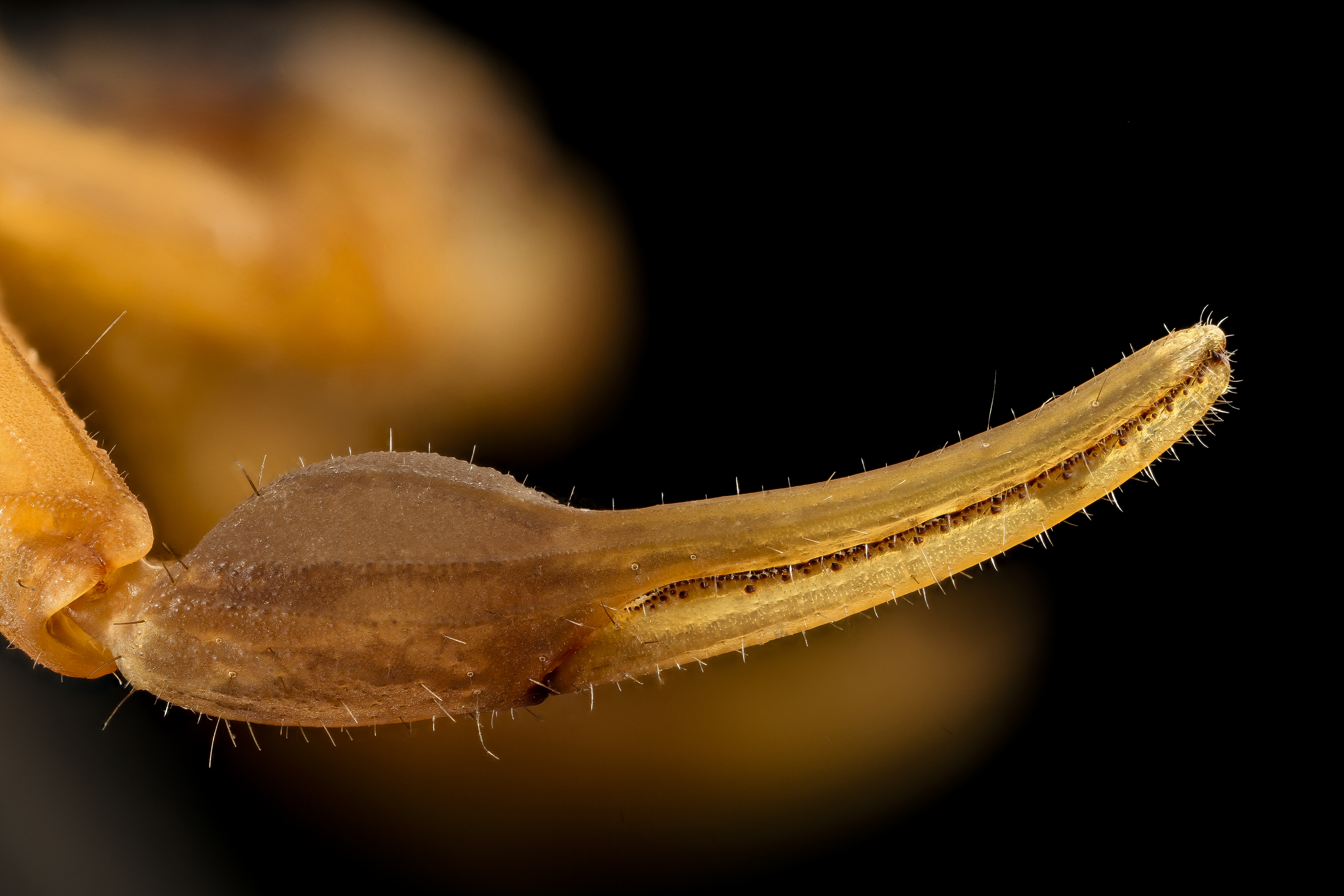
Egy skorpió ollója

## Rákoknál
Az ollók különböző méretűek és formájúak lehetnek, de a hímeké mindig nagyobb a nőstényekénél. Nem ritka, hogy egyazon állaton a jobb és bal olló különbözik. Például az Uca nembe tartozó integető rák (Uca rapax) hímjének egyik ollója lényegesen nagyobb, mint testének többi része együttvéve, a vakondrákok (Calianassa) egyik ollója pedig hatalmas ásóollóvá alakult át. Némely remeterák egyik ollója széles és lapos fedővé módosult, amellyel miután a rák visszahúzódott a csigaházba, bezárja a csigaház bejáratát. A homárok a kisebbik ollójukkal könnyedén feltörik a kemény kagylóhéjat és összeroppantják a tarisznyarákok vagy a gyapjasollós rákok páncélját is. A legtöbb rák az ollóikkal kapja el a zsákmányát és roppantja szét, hogy a zsákmányt kisebb falatokban fogyassza el.

## Skorpióknál
A skorpióknál általában egyforma nagyságú a két olló, és nem különböznek túlságosan egymástól. A nőstények lényegesen nagyobbak a hímeknél, ezért az ollójuk mérete is különbözik a hímekétől. A skorpiók általában a tapogatólábaikon lévő ollókat az áldozataik erős szorítással való összenyomására használják, hogy védekezésképtelenné tegyék a zsákmányt. A skorpióknál a párosodásban nagy szerepe van az ollóknak, hiszen a szaporodást rendkívül jellegzetes előjáték, az úgynevezett „tánc” vezeti be. Ebben az általában 30-60 percig tartó táncban a hím az ollóival megfogja a nőstény ollóit, és így „kéz a kézben” ide-oda szaladgál a két állat.